# Dolichopeza parvicauda
Dolichopeza parvicauda är en tvåvingeart som beskrevs av Edwards 1923. Dolichopeza parvicauda ingår i släktet Dolichopeza och familjen storharkrankar. Inga underarter finns listade i Catalogue of Life.